# A Looking in View
A Looking in View – pierwszy singel amerykańskiego zespołu muzycznego Alice in Chains, promujący czwarty, a pierwszy od 14 lat, album studyjny Black Gives Way to Blue, wydany nakładem Virgin/EMI. Ukazał się 30 czerwca 2009 jedynie w formacie digital download. Autorem tekstu jest Jerry Cantrell, muzykę skomponowali wszyscy członkowie zespołu. Został zamieszczony na piątej pozycji na płycie, a czas jego trwania wynosi 7 minut i 6 sekund, co czyni go najdłuższą kompozycją wchodzącą w skład albumu oraz jedną z dłuższych w całym dorobku Alice in Chains.
Utwór, będący pierwszym od dekady nowym singlem zespołu, odniósł umiarkowany sukces w rozgłośniach radiowych, plasując się m.in. na 12. miejscu na liście Mainstream Rock Songs i 27. Alternative Songs, opracowywanych przez magazyn „Billboard”. W 2011 uzyskał nominację do nagrody Grammy w kategorii Best Hard Rock Performance.

## Analiza
Jerry Cantrell, autor tekstu i współkompozytor utworu, komentując znaczenie słów, przyznał w rozmowie z wortalem Blabbermouth.net:

Piosenka w zasadzie opowiada o wielu rzeczach, które trzymamy, zaciskamy gdzieś w głębi siebie. Mówi o tym, że wiele osób spośród nas decyduje się pozostać ze swoimi problemami, czy nawet z samym sobą wewnątrz siebie. Rzadko kiedy się zdarza, że w sposób odważny otwieramy się na zewnątrz. To jest taki wspólny mianownik, który łączy nas wszystkich. To zabawne jak czasami potrafimy ze sobą zaciekle walczyć, nie dążąc wcale do porozumienia.

„A Looking in View”, za sprawą, jak pisał Ryan Ogle z Blabbermouth.net, „wielkich, ciężkich riffów, z których Cantrell jest tak dobrze znany, wraz z jeszcze większymi refrenami”, stanowi bardzo bliskie nawiązanie do klasycznego brzmienia Alice in Chains oraz ciężaru panującego na albumie Dirt (1992). Utwór odznacza się melodyjnością i wolnym tempem, którym, poza utrzymanymi w stylistyce hard rocka, sludge metalu, a także heavy metalu „powolnymi i miażdżącymi” gitarowymi riffami, towarzyszy harmonizacja wokali Cantrella i Williama DuValla oraz rozbudowana gra sekcji rytmicznej. Gitara basowa Mike’a Ineza jest nastrojona do E♭, lecz muzyk obniża strunę E do Db (C#).

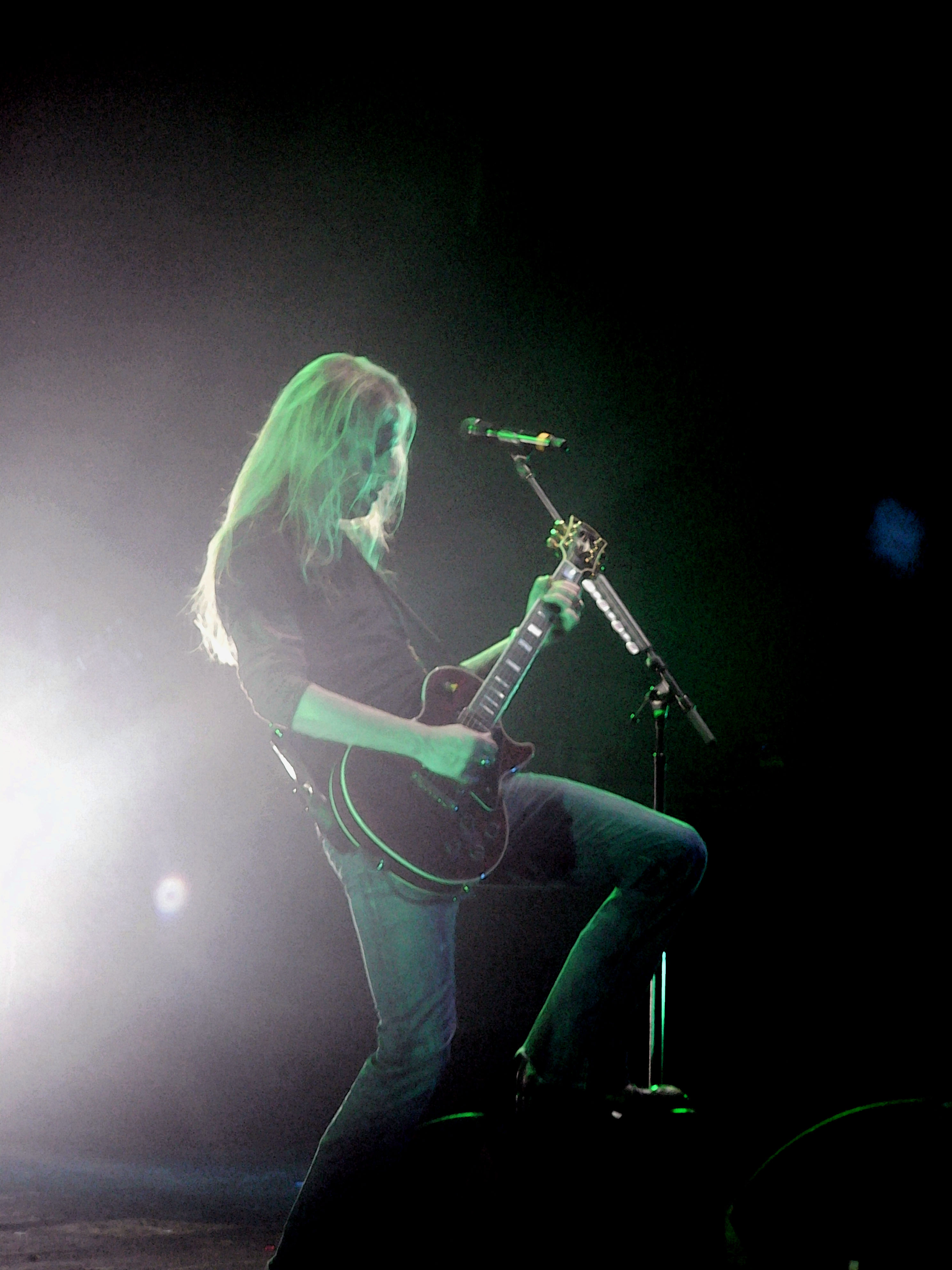
Cantrell, autor tekstu i współkompozytor utworu (na zdj. w 2009)

„W tym utworze nie brakuje powolnego rocka, chrzęszczących gitar i harmonii, które kiedyś udowodniły, że metal może być melodyjny” – przyznał Matt Melis z serwisu Consequence of Sound. Chris Harris ze strony Noisecreep zwracał uwagę na charakterystyczne sztuczki gitarowe i głos Cantrella, a także „zwartą pracę perkusji [Seana] Kinneya i gęste partie basowe Mike’a Ineza”.

## Teledysk
Teledysk wyreżyserował Stephen Schuster, a za jego produkcję odpowiadają Danny Lockwood, Jonathan Becker oraz Joshua Evan Greenberg. Michael Lohmann był operatorem zdjęć, asystentem Todd Durboraw, scenografią zajął się Elvis Strange, dekoracje sceniczną przygotowali Spencer Anderson, Andy Bottigliero i Ursula Glaviano. Kiersten Ronning pełniła rolę kostiumografa, natomiast funkcję dyrektora artystycznego sprawował Jake Blecha, a montaż wykonał Ryan McGuire, przy wsparciu asystentki Aki Mizutani.
W wideoklipie w żadnej z sekwencji nie występują muzycy. Fabuła przedstawia walkę trojga osób, zamieszkujących ten sam kompleks apartamentowy (znajdują się w zamkniętych pokojach, z jedną ścianą oddzielającą każdy z nich), z wewnętrznymi demonami. Trójka bohaterów, będąca więźniami własnych umysłów, mierzy się z różnymi zaburzeniami psychicznymi. Młody mężczyzna (Chad Post) zmaga się z obsesjami czasu, symetrii, układu i liczb, a także ze strachem przed wyrządzeniem krzywdy osobie, którą kocha. Kobieta (Sacha Senisch) cierpi na dysmorfofobię – jest przekonana, że wygląda starzej lub waży więcej niż w rzeczywistości – oraz mierzy się z ciężarem, jaki nakłada na nią społeczeństwo. Starszy mężczyzna (portretowany przez Devina Zephyra) ukazany jest jako fanatyk religijny, zmagający się z wybielonym kłamstwem świętości oraz pożądliwymi manifestacjami własnych grzechów. Według Schustera „Jerry i William chcieli pokazać, że jest to pieśń odkupienia i że jako jednostki możemy odnaleźć wolność w sobie”.
19 czerwca 2009 na oficjalnej stronie zespołu udostępniono teaser teledysku. Premiera miała miejsce 7 lipca, również za pośrednictwem oficjalnej strony. Schuster – odnosząc się do współpracy z zespołem, przyznał: „To była świetna okazja, by pracować z Alice in Chains w ich pierwszym teledysku po dłuższej przerwie. To jest zawsze niesamowite siedzieć przy basenie z zespołem, który od dawna ma nie tylko status legendy w branży muzycznej, ale jest również jednym z liderów w kształtowaniu się historii muzyki. To była wielka okazja do współpracy z Alice in Chains, Velvet Hammer i Virgin/Capitol Records”.
Chad Childers ze strony Noisecreep wyróżnił wideoklip, umieszczając go na 5. miejscu w gronie „10 najlepszych teledysków Alice in Chains”. W swym podsumowaniu przyznawał, że zespół „zabiera widza w podróż pełną wrażeń” a „gdy «spojrzymy» na słabości każdej z postaci i na to jak ważne są one dla każdej jednostki, finał daje nam szerszy obraz”. Chris Harris z tej samej strony podkreślał, że tak jak poprzednie teledyski z katalogu zespołu, „ten jest mroczny, ale wizualnie oszałamiający” i porusza tematy tabu, m.in. znęcanie się nad dziećmi, moralną obojętność” i w niektórych scenach ukazuje nagość. Dla Roberta Filipowskiego z „Teraz Rocka” wideoklip jest „pełen niepokojących wizji i znakomicie zmontowany, doskonale korespondujący z klimatem kompozycji”. Autor zwracał uwagę na rękę uderzającą w drzwi w rytm muzyki.

## Wydanie

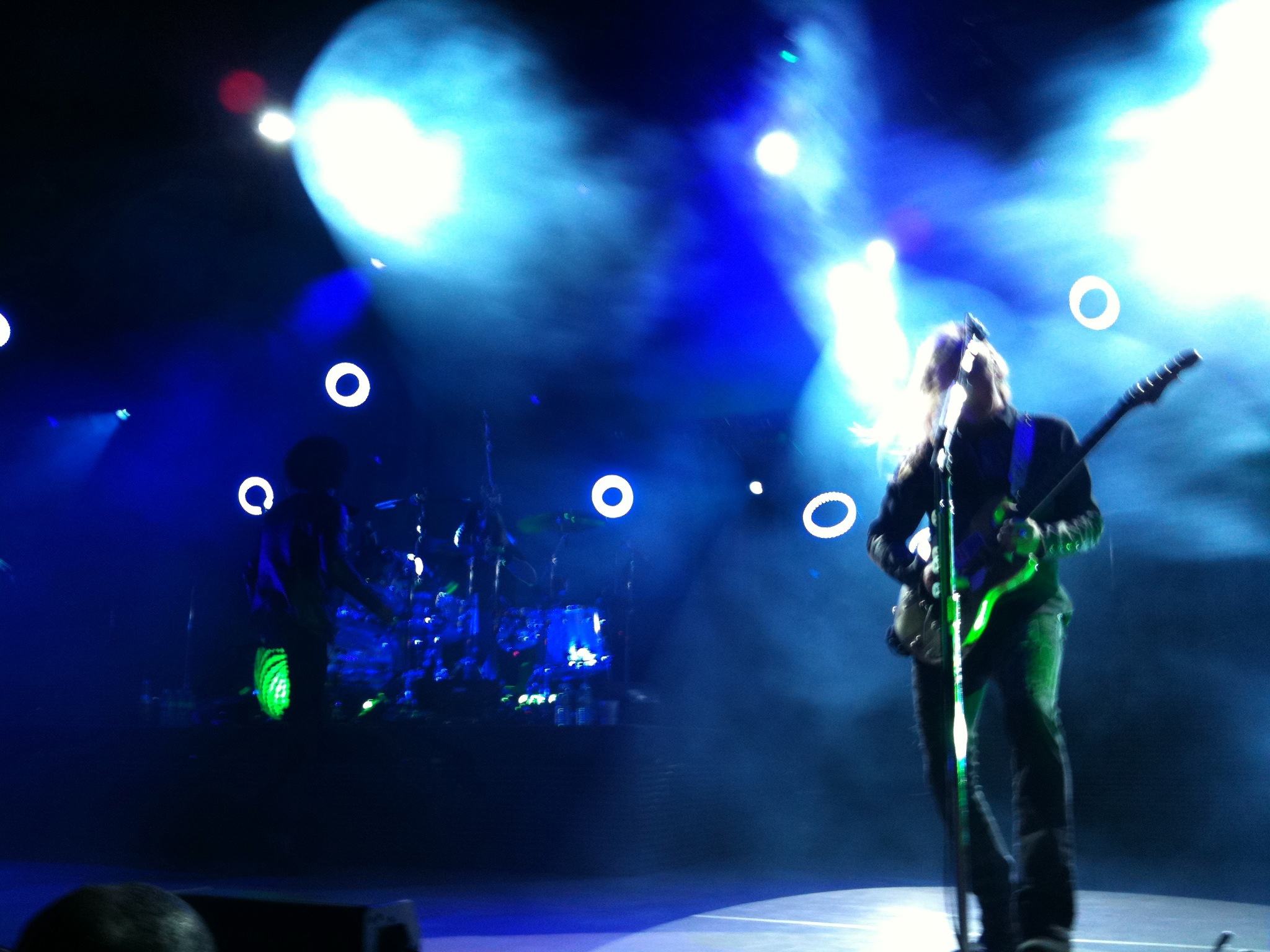
„A Looking in View” był pierwszym singlem zespołu (na zdj. w 2010) od dekady

Premiera utworu, udostępnionego w formacie digital download, miała miejsce 30 czerwca 2009, i była startem kampanii promocyjnej ze strony Virgin. „Chcieliśmy «A Looking in View», żeby było to pierwsze wydarzenie, a nie wywiady czy daty tras koncertowych, aby ludzie mieli pełny obraz tego, z czym zespół wraca” – argumentował Rob Stevenson, prezes A&R w Virgin. Sean Kinney, odnosząc się do kwestii wyboru ponad 7-minutowego utworu na singel promujący, przyznał: „Pomyśleliśmy, że to będzie zabawne. W świecie, w którym grają te same dziesięć piosenek i muszą trwać trzy minuty i trzydzieści sekund, pomyśleliśmy sobie: «Cóż, oto siedmiominutowa piosenka i możesz ją zagrać, jeśli chcesz». Nie dostarczyliśmy jej nikomu, więc muszą ją pobrać i grać w ten sposób”.
30 czerwca, w dniu wydania, utwór trafił do sprzedaży za pośrednictwem Amazon.com i odtwarzacza multimedialnego iTunes. Można go było też pobrać z oficjalnej strony zespołu.

## Odbiór

### Krytyczny
Brytyjski „Classic Rock” określił utwór jako „okrutny i niepokojący”, a Siân Llewellyn z tego samego magazynu pisała: „«A Looking in View» jest tak srogi jak kwartet z Seattle – głos DuValla i riff Cantrella niepokojąco splatają się i nakręcają, niczym w złowieszczym «Angry Chair» z płyty Dirt [1992]”. Steve Beebee, w recenzji dla tygodnika „Kerrang!”, przyznawał: „Przerażający, pająkowaty riff wprowadza «A Looking in View» przed kilkoma sprytnie wykonanymi zmianami tempa oraz klasycznym, melodyjnym hookiem, nagradzającym cierpliwość”. Caren Gibson stwierdziła na łamach „Metal Hammera”, że „«A Looking in View» to kolosalna, ociężała bestia, z pewnością ścieżka dźwiękowa dla kogoś, kto powoli traci rozum”.
Mark Richardson z vortalu Pitchfork, który ze względu na czas trwania i fakt, że jest to singel promujący, przyrównał „A Looking in View” do „The Day That Never Comes” Metalliki – wyraził krytyczną ocenę, zarzucając utworowi brak atmosfery i nastroju, a jego 7-minutowy czas sprawia, że brzmi jak „ta sama piosenka grana dwa razy z rzędu”. Przyznał, że choć elementy charakterystyczne dla zespołu zostały zachowane, a partie wokalne „pozostają niesamowicie niezmienne” (krytycznie ocenił solowe wokale DuValla), to „refren ani razu nie zbliża się do zapadającego w pamięć hooka”. Andrew Blackie z PopMatters określił utwór mianem „czarnego, piekielnego ognia”. Dla Bartka Koziczyńskiego z „Teraz Rocka” „A Looking in View” jest „epicki”. Wyróżnił przy tym „świetny, «skradający» riff osadzony na mocarnej sekcji” oraz „niepodrabialny dwugłos”, dodając: „Dalej są pojedyncze okrzyki osadzone w głębokim pogłosie, powłóczyście zaśpiewany mostek i zabójczo melodyjny refren. Kwintesencja stylu”. Jordan Babula, także z tego samego miesięcznika, zwracał uwagę na umiejętne nawiązania wokalne przez DuValla do Kurta Cobaina w początkowej części oraz do Chrisa Cornella w końcowej.

### Komercyjny
Mimo ponad 7 minut trwania, utwór, jako pierwszy z płyty, był prezentowany w rozgłośniach radiowych, zdobywając uznanie wśród fanów. 18 lipca zadebiutował na 33. pozycji w notowaniu „Billboardu” – Mainstream Rock Songs. 29 sierpnia, po siedmiu tygodniach obecności na liście, uplasował się na 12. miejscu. Łącznie w zestawieniu utrzymał się przez dziesięć tygodni.
Również 18 lipca został odnotowany na liście „Billboardu”, Hot Rock Songs, debiutując na 42. miejscu. 22 sierpnia – w szóstym tygodniu pobytu w zestawieniu – osiągnął 27. pozycję. Łącznie spędził na nim osiem tygodni. 15 sierpnia zadebiutował na 38. lokacie w innym notowaniu „Billboardu” – Alternative Songs. Po tygodniu jego pozycja nie zmieniła się. Na liście spędził dwa tygodnie.

### Nagrody i nominacje

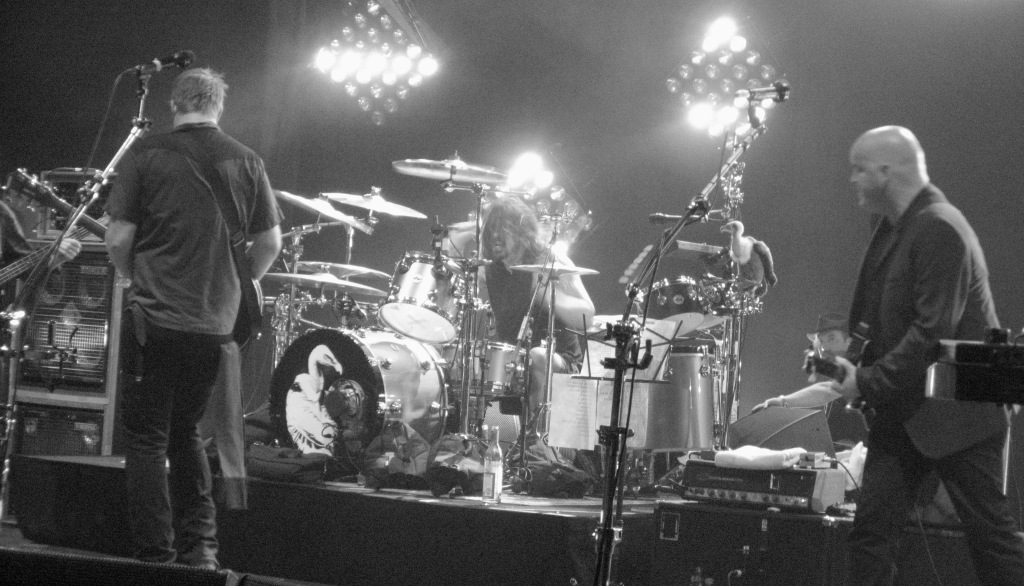
„A Looking in View” przegrał rywalizację o Grammy z zespołem Them Crooked Vultures (na zdj. w 2009)

Utwór otrzymał od organizacji National Academy of Recording Arts and Sciences (NARAS) nominację do nagrody Grammy w kategorii Best Hard Rock Performance. Cantrell – komentując wyróżnienie – stwierdził, że „miło jest być nominowanym tyle razy, ile my byliśmy”. Dodał także: „Znalezienie się na przestrzeni lat wśród tak wielu innych artystów, których podziwiamy i szanujemy, wiele znaczy. Wkładamy ciężką pracę i wysiłek w muzykę, którą tworzymy, a fakt, że Akademia i nasi rówieśnicy to dostrzegają, jest świetny. Może w którejś dekadzie uda nam się coś wygrać”. 13 lutego 2011, podczas 53. ceremonii rozdania statuetek w Staples Center w Los Angeles w stanie Kalifornia, singel Alice in Chains przegrał rywalizację z „New Fang” supergrupy Them Crooked Vultures.
| Rok  | Nagroda        | Kategoria                  | Odbiorcy i nominowani | Wynik     | Źródło |
| ---- | -------------- | -------------------------- | --------------------- | --------- | ------ |
| 2011 | Nagroda Grammy | Best Hard Rock Performance | „A Looking in View”   | Nominacja | [ 45 ] |

### Wykorzystanie utworu
„A Looking in View” został udostępniony jako zawartość do pobrania (ang. downloadable content, DLC) dla komputerowych gier muzycznych Rock Band (2007) i Rock Band 2 (2008), na platformy Xbox 360, Wii i PlayStation 3, będąc częścią Alice in Chains Pack 01, obejmującego też inne utwory zespołu – „Rooster”, „Would?”, „No Excuses” i „Check My Brain”. 29 września dołączono go do Xbox Games Store oraz in-game Music Store na Wii. 1 października „A Looking in View” dodano też do usługi sieciowej PlayStation Network (PSN).

## Utwór na koncertach
Premierowe wykonanie utworu na żywo miało miejsce 18 lipca 2009 podczas występu zespołu na Comerica Park w Detroit w stanie Michigan. Grupa prezentowała „A Looking in View” na sierpniowych koncertach, poprzedzających wydanie albumu, m.in. w ramach Sonisphere Festival – recenzując występ „Rock Hard” nazwał utwór „ambitnym” i stwierdził, że wokal DuValla jest znacznie bardziej wyeksponowany niż w wersji studyjnej.
Również w trakcie tournée Black Gives Way to Blue Tour (2009–2010), „A Looking in View” pojawiał się w koncertowych setlistach. Dayal Patterson z „Metal Hammera”, w relacji z koncertu w londyńskim The Forum, pisał: „O jakości tych nowszych piosenek [«Check My Brain» i «A Looking in View»] świadczy fakt, że publiczność darzy je niemal takim samym uznaniem, jak starsze piosenki, które są nam tak bliskie”. Kompozycja była grana także podczas Blackdiamondskye (2010) i sporadycznie w ramach The Devil Put Dinosaurs Here Tour w 2014.

## Lista utworów na singlu
digital download:
| Nr | Tytuł utworu        | Autorzy                                                   | Długość |
| -- | ------------------- | --------------------------------------------------------- | ------- |
| 1. | „A Looking in View” | Jerry Cantrell • Mike Inez • Sean Kinney • William DuVall | 7:06    |

## Personel
Opracowano na podstawie materiału źródłowego:
| Alice in Chains - William DuVall – śpiew, gitara rytmiczna, wokal wspierający - Jerry Cantrell – śpiew, gitara prowadząca, wokal wspierający - Mike Inez – gitara basowa - Sean Kinney – perkusja | Produkcja - Producent muzyczny: Nick Raskulinecz - Inżynier dźwięku: Nick Raskulinecz, Paul Figueroa - Mastering: Ted Jensen w Sterling Sound, Nowy Jork - Miksowanie: Randy Staub w Henson Recording Studios, Los Angeles i The Warehouse Studio, Vancouver |

## Notowania
| Lista (2009)                              | Pozycja |
| ----------------------------------------- | ------- |
| Alternative Songs (Stany Zjednoczone)     | 38      |
| Hot Rock Songs (Stany Zjednoczone)        | 27      |
| Mainstream Rock Songs (Stany Zjednoczone) | 12      |